# Le Géant de la vallée des rois

Le Géant de la vallée des rois (titre original italien : Maciste nella valle dei re) est un film franco-italien (péplum) réalisé par Carlo Campogalliani sorti en 1960. Il met en scène le héros Maciste dans l'Égypte ancienne.

## Synopsis
Au temps de la domination persane en Égypte, Kenamun, fils du pharaon Amirtee n'est pas insensible aux conditions misérables de vie de son peuple.
Mais, la très belle Smedes veille, elle n'hésite pas à tuer son propre époux, Amirtee, quand il découvre ses projets. Kenamun qui vit sous la domination de la reine lui succède...

## Fiche technique
- Titre original : Maciste nella valle dei re
- Titre français : Le Géant de la vallée des rois
- Réalisation : Carlo Campogalliani, assisté de Mario Bava et Romolo Guerrieri
- Scénario : Ennio De Concini et Oreste Biancoli
- Images : Riccardo Pallottini
- Montage : Roberto Cinquini
- Maître d’armes : Andrea Fantasia
- Producteurs : Ermano Donati et Luigi Carpentieri
- Musique : Carlo Innocenzi, dirigée par Carlo Franci
- Société de distribution : Prodis
- Genre : péplum
- Format : Couleurs (Technicolor) - Totalscope
- Pays de production :  Italie,  Panda Film,  France, Borderie- Gallus Paris
- Durée :  91 min
- Dates de sortie : 
  - Italie : 24 novembre 1960
  - France : 3 mars 1961

## Distribution
- Mark Forest   (V.F : Marc Cassot)  : Maciste
- Chelo Alonso    (V.F : Jacqueline Ferrière)  : la  reine Smedes
- Vira Silenti     (V.F : Sophie Leclair)  :  Tekaet
- Angelo Zanolli  (V.F : Bernard Noël)  : le pharaon Kenamun
- Federica Ranchi  (V.F : Jeanine Freson)  : Nofret, sœur de Tekaet
- Carlo Tamberlani  : le pharaon Amyrtée
- Nino Musco  (V.F : Fernand Rauzena)  :  Nenneka le chamelier
- Zvonimir Rogoz  (V.F : Jean-Henri Chambois) : Le Grand prêtre
- Andrea Fantasia  (V.F : Claude Péran)  : le maréchal ferrant
- Ignazio Dolce :   un ministre
- Petar Dobric  (V.F : Pierre Asso) : le grand vizir
- Narration	:	René Arrieu

## Autour du film
- Affiche réalisée par Yves Thos[réf. nécessaire].